# Al-Kusajba (Syria)
Al-Kusajba – miejscowość w Syrii, w muhafazie Al-Kunajtira. W 2004 roku liczyła 1983 mieszkańców.